# Napad na Doneck (marec 2022)
Napad na Doneck marca 2022 je bil raketni napad na središče Donecka v Ukrajini ali Donecki ljudski republiki med rusko invazijo na Ukrajino leta 2022, za katero so oblasti Ljudske republike Doneck (DPR) trdile, da so jo izvedle ukrajinske sile, kar Ukrajina zanika. Napad se je zgodil 14. marca 2022 okoli 11.31 po lokalnem času in je bil usmerjen na Univerzitetno ulico in ulico Artjoma v središču Donecka. DPR je sporočila, da je raketo sestrelila zračna obramba. Po predhodnih informacijah uradnikov DPR je v napadu umrlo 20 civilistov, 9 je bilo ranjenih. Kasneje je število ubitih naraslo na 23 ubitih in 28 ranjenih.

## Zgodovina
Ukrajinske oblasti so izvršitev napada zanikale. Leonid Matjuhin, tiskovni predstavnik ukrajinske vojske, je raketo s šrapnelno bojno glavo označil za rusko raketo. »Nedvomno gre za rusko raketo ali drugo obliko streliva; o tem sploh nima smisla govoriti.« Oblasti DNR so sporočile, da je napad izvedel taktični raketni sistem Točka-U, ki ga uporabljajo ukrajinske sile, ki so ga sestrelile oborožene sile DNR, kar je potrdil predstavnik ruskega ministrstva za obrambo, generalmajor Igor Konašenkov, ki je dejal, da je bila raketa izstreljena z območja Pokrovska pod nadzorom ukrajinske vojske.
Analitik iz Conflict Intelligence Team, neodvisne preiskovalne organizacije, je v intervjuju dejal, da naj bi raketa izvirala z ozemlja pod ruskim nadzorom, in zanikal navedbe o sestrelitvi.